# Maverick (série télévisée)
Pour les articles homonymes, voir Maverick.
Maverick est une série télévisée américaine en 124 épisodes de 50 minutes en noir et blanc, créée par Roy Huggins et diffusée entre le 22 septembre 1957 et le 22 avril 1962 sur le réseau ABC.
Cette série n'a pas été diffusée dans les pays francophones.

## Synopsis
La série met en scène des joueurs de poker, issus de la même famille, qui voyagent à travers le Far West. Chaque épisode met en scène un ou deux membres de la famille : Bret pour les sept premiers épisodes, accompagné ensuite de son frère Bart. Interviendront ensuite le cousin Beau et le dernier frère Brent.

## Distribution

### Personnages récurrents

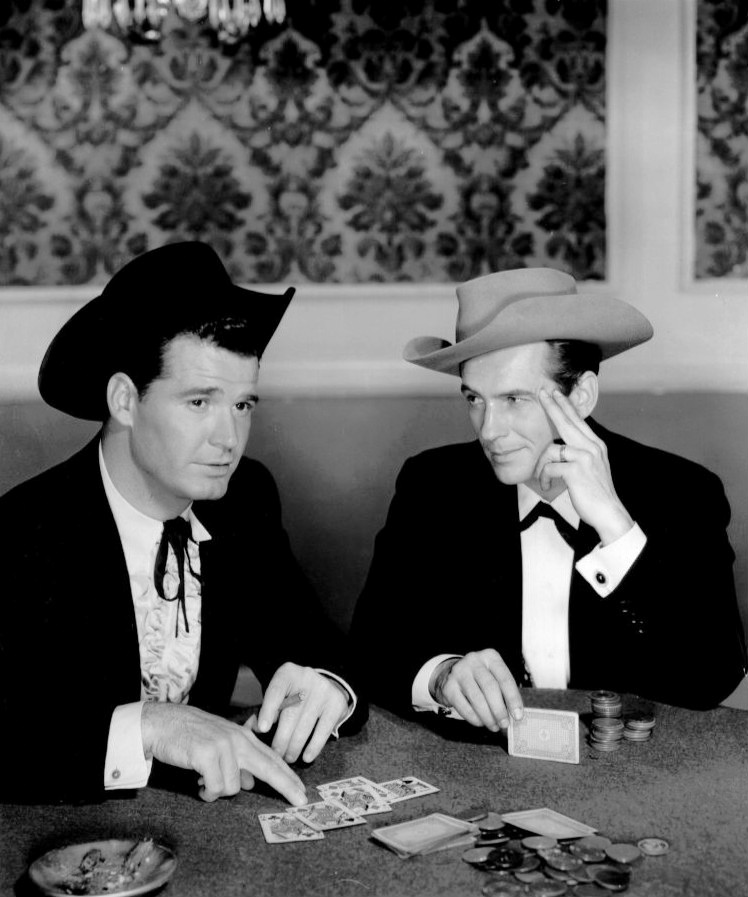
De gauche à droite, James Garner (Bret Maverick) et Jack Kelly (Bart) dans l'épisode Hostage diffusé en novembre 1957.

- James Garner : Bret Maverick (1957-1960)
- Jack Kelly : Bart Maverick (1957-1962)
- Roger Moore : Beau Maverick (1959-1961)
- Robert Colbert : Brent Maverick (1960-1961)

### Invités
- Mort Mills
- Clint Eastwood

## Adaptations
En 1958, la série est adaptée en comics publiés par Dell Comics.
En 1994, le film Maverick de Richard Donner sort avec Mel Gibson dans le rôle de Bret Maverick.